# Старотатарский язык
Старотатарский язык (поволжский тюрки, урало-поволжский тюрки, старобашкирский язык; тат. иске татар әдәби теле, iske tatar ädäbi tele, ایسكی تاتار تلی, баш. Урал—Волга буйы төрки теле, иҫке башҡорт әҙәби теле) — тюркский литературный язык, использовавшийся с XIII по XX вв. Сформировался в послемонгольский период как ответвление от языка тюрки. Несмотря на наличие нескольких региональных вариантов, существовала их общность, обусловленная близостью тюркских языков друг другу, использованием арабского письма и обилием арабо-персидских лексических заимствований.
Является предметом современных споров, так как до революции 1917 г. и создания отдельных Татарской и Башкирской республик не было чёткого разделения на татар и башкир, а язык рассматривался носителями в качестве общего языка. Современные татарский и башкирский языки являются единым диалектным континуумом.

## Общая характеристика
Для старотатарского языка использовалось арабское письмо. Оно позволяло читать одно и то же слово в различных регионах по-разному, так как гласные не находили полного отражения в графике.
В отдельных случаях могла не соблюдаться точная орфография арабских и персидских слов и наблюдались частые графические колебания между буквами в тюркских словах.

## История
Сложился на основе локального варианта старотюркского литературного языка (поволжский тюрки) в Золотой Орде.
Тюрки XI—XIV вв. рассматривают как начальный этап формирования старотатарского литературного языка. В нём существовало несколько функциональных стилей: художественно-литературный (Кул Гали, XII в.), фольклорный, религиозный, эпиграфический и другие.
Новотюркская эпоха (XVI-XIX вв.) характеризуется существованием нескольких разветвлений тюрки: староосманским, старотуркменским, староазербайджанским, старотатарским, староузбекским, староуйгурским языками.
Старотатарский язык сформировался в послемонгольский период и был литературным языком в татарских ханствах. После их завоевания Россией старотатарский продолжил оставаться литературным языком тюркского населения Урало-Поволжья, Сибири и казахской степи.
Сближение старотатарского литературного языка с разговорным языком началось с середины XIX века.
Язык широко применялся в качестве литературного до 1920-х гг. В эти годы начались советские языковые реформы, целями которых были упрощение языка, приближение к народной речи, избавление от арабо-персидской терминологии (с последующей заменой на русскую). Идеологический разрыв со старотатарским языковым наследием произошёл после перевода татарской и башкирской письменностей с арабской графики на латинскую и, позднее, на кириллическую.
В советском Башкортостане старотатарский язык был вытеснен литературным башкирским языком после утверждения куваканского диалекта литературной нормой в 1921 г. Татарское население, преобладавшее на северо-западе республики, продолжило применять в качестве литературного татарский язык. В советском Казахстане язык был вытеснен литературным казахским языком.

## Изучение старотатарского языка
В настоящее время старотатарский язык в качестве отдельной дисциплины изучается в аспирантуре Института языка, литературы и искусства им. Г. Ибрагимова Академии наук Республики Татарстан (направление «Языкознание и литературоведение», профиль «Языки народов Российской Федерации (татарский язык)»), в бакалавриате Казанского федерального университета (направление «Филология», профили «Прикладная филология: татарский язык и литература, информационные технологии с углубленным изучением иностранного языка», «Прикладная филология: татарский язык и литература, переводоведение с углубленным изучением иностранного языка», «Прикладная филология: татарский язык и литература, журналистика», а также на направлении "История тюркских народов"), в бакалавриате Российского исламского института (направление «Лингвистика», профиль «Теория и практика преподавания иностранных языков и культур», направление «Теология», профиль «Исламская теология»).